# Khalifa Internationaal Stadion
Het Khalifa Internationaal Stadion (Arabisch: إستاد خليفة الدولي) is een voetbalstadion in de Qatarese stad Al-Rayyan. Het maakt deel uit van een groter sportcomplex, Aspire Zone. Het stadion is vernoemd naar Khalifa bin Hamad al-Thani (1932–2016), emir van Qatar van 1972 tot 1995.  
Het Qatarees voetbalelftal werkt hier haar thuiswedstrijden af.

## Historie
Het stadion, met een capaciteit van 40.000 zitplaatsen het grootste sportstadion van Qatar, werd geopend in 1976. In 2005 werd het stadion gerenoveerd, er werd toen bijvoorbeeld een atletiekbaan aangelegd en tussen 2014 en 2017 vonden er weer grondige renovaties plaats. Tijdens die renovatie werd de capaciteit sterk uitgebreid en werd het stadion gemoderniseerd. De heropening vond plaats in mei 2017. In dat jaar ontving het stadion een vier sterren ranking van het Global Sustainability Assessment System (GSAS), dat alle stadions voor het wereldkampioenschap voetbal van 2022 beoordeeld op duurzaamheid. Het stadion voor onder andere de innovatieve, en energiezuinige manier van koelen.

## Internationale toernooien
Doorheen de geschiedenis heeft het verschillende grote evenementen gehuisvest. In 2004 waren bijna alle wedstrijden van de Golf Cup of Nations 2004 in dit stadion, voetbaltoernooi voor de regio. In 2006 was dit een van de belangrijkste stadions op de Aziatische Spelen van dat jaar. In dit stadion vonden onder andere de openings- en sluitingsceremonie plaats. Ook vonden er atletiekwedstrijden plaats. In 2011 waren hier wedstrijden voor het Aziatisch kampioenschap voetbal. Er waren drie groepswedstrijden, een kwartfinale, een halve finale en de finale op 29 januari 2011 tussen Japan en Australië (1–0). In 2011 wordt het stadion gebruikt voor wedstrijden op de Pan-Arabische Spelen. In 2019 is het stadion gastlocatie van de wereldkampioenschappen atletiek. In 2019 werden er hier wedstrijden gespeeld op de Golf Cup of Nations 2019. Ook in 2019 vond in dit stadion de finale plaats van het Wereldkampioenschap voetbal voor clubs, die was op 21 december 2019 en ging tussen het Engelse Liverpool en het Braziliaanse Flamengo.

### Wereldkampioenschap voetbal 2022
Er werden ook wedstrijden gespeeld tijdens het wereldkampioenschap voetbal 2022.
| Datum            | Tijd (UTC+3) | Thuisteam | Uitslag | Uitteam          | Fase           | Toeschouwers | Onderling resultaat |
| ---------------- | ------------ | --------- | ------- | ---------------- | -------------- | ------------ | ------------------- |
| 21 november 2022 | 16:00        | Engeland  | 6–2     | Iran             | Groepsfase     | 45.334       | onderling resultaat |
| 23 november 2022 | 16:00        | Duitsland | 1–2     | Japan            | Groepsfase     | 42.608       | onderling resultaat |
| 25 november 2022 | 19:00        | Nederland | 1–1     | Ecuador          | Groepsfase     | 44.833       | onderling resultaat |
| 27 november 2022 | 19:00        | Kroatië   | 4–1     | Canada           | Groepsfase     | 44.374       | onderling resultaat |
| 29 november 2022 | 18:00        | Ecuador   | 1–2     | Senegal          | Groepsfase     | 44.569       | onderling resultaat |
| 1 december 2022  | 22:00        | Japan     | 2–1     | Spanje           | Groepsfase     | 44.851       | onderling resultaat |
| 3 december 2022  | 18:00        | Nederland | 3–1     | Verenigde Staten | Achtste finale | 44.846       | onderling resultaat |
| 17 december 2022 | 18:00        | Kroatië   | 2–1     | Marokko          | Troostfinale   | 44.137       | onderling resultaat |

### Aziatisch kampioenschap voetbal 2023
Tijdens het Aziatisch kampioenschap voetbal worden er zes wedstrijden in dit stadion gespeeld, vijf groepswedstrijden en een achtste finale.
| Datum           | Tijd  | Thuisteam                    | Uitslag | Uitteam  | Competitie     | Toeschouwers | Onderlingsresultaat |
| --------------- | ----- | ---------------------------- | ------- | -------- | -------------- | ------------ | ------------------- |
| 14 januari 2024 | 14:30 | Verenigde Arabische Emiraten | 3–1     | Hongkong | Groepsfase     | 15.586       | onderling resultaat |
| 16 januari 2024 | 20:30 | Saoedi-Arabië                | 2–1     | Oman     | Groepsfase     | 41.987       | onderling resultaat |
| 19 januari 2024 | 20:30 | Hongkong                     | 0–1     | Iran     | Groepsfase     | 36.412       | onderling resultaat |
| 22 januari 2024 | 18:00 | Qatar                        | 1–0     | China    | Groepsfase     | 42.104       | onderling resultaat |
| 25 januari 2024 | 14:30 | Jordanië                     | 0–1     | Bahrein  | Groepsfase     | 39.650       | onderling resultaat |
| 29 januari 2024 | 14:30 | Irak                         | 2–3     | Jordanië | Achtste finale | 35.814       | onderling resultaat |

## Afbeeldingen

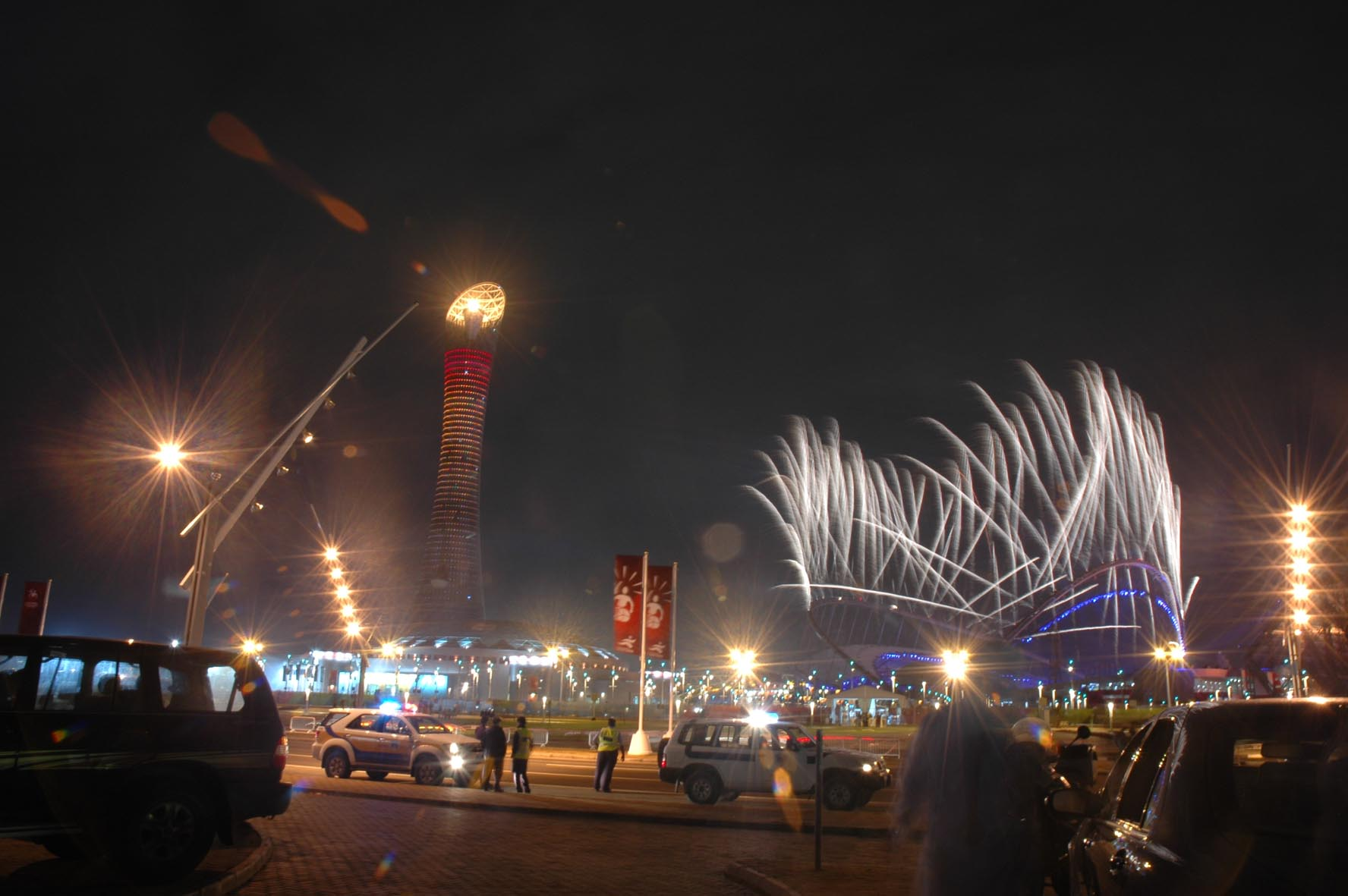
Het stadion tijdens de openingsceremonie van de Aziatische Spelen van 2006, vanuit de boog wordt vuurwerk afgeschoten.

Lusailstadion (Lusail) · Al Baytstadion (Al Khawr) · Al Thumamastadion (Doha) · Stadion 974 (Doha) · Al Janoubstadion (Al Wakrah) · Education Citystadion (Al Rayyan) · Khalifastadion (Al Rayyan) · Al Rayyanstadion (Al Rayyan)